# Red Wine (canção de MØ)
"Red Wine" é uma canção da cantora e compositora dinamarquesa MØ com a participação da cantora estadunidense Empress Of, contida em seu segundo álbum de estúdio, Forever Neverland. Seu lançamento ocorreu em 9 de outubro de 2019, através da gravadora Columbia Records, servindo como oitavo single do trabalho. Foi composta e produzida por STINT, Mantra e DalePlay, com o auxílio de MØ e Empress Of na escrita.

## Fundo
MØ publicou uma nota sobre a música em seu Twitter, onde diz:
| “ | Oh, por favor, deixe-me viver e agir como se estivesse livre. É tudo que eu quero fazer, tudo que alguém quer fazer, e me dê uma aventura quente pelo amor de Deus. Estou tão presunçoso que preciso de algum alívio, uma diversão celestial. | ” |

## Videoclipe
O clipe é o terceiro e último de uma trilogia - seguindo "I Want You" e prosseguido por "Beautiful Wreck" - feita em colaboração com a escritora, atriz e diretora Emma Rosenzweig. O novo trabalho acabou sendo vintage, como os clipes anteriores , mas, em contraste, preto e branco e muito mais escuro.